# 2014年乌什县砍人案
2014年乌什县砍人案是2014年7月8日发生在新疆阿克苏市乌什县依麻木乡的杀害6名汉族农民事件，警方通缉9人，截至目前，警方已抓获5人，1疑犯被击毙，仍有3人在逃。事发后，当地村庄加强保护汉族村民，油站等设备亦加强保安措施。当地的巴扎被关闭。

## 过程
袭击发生在凌晨3-4点，袭击者骑摩托车施袭后乘坐遇害者的两辆车逃走。事件共造成6死1伤，其中三名死者分别是45岁的李晓非（音）、35岁的肖雨（音）及41岁的程海（音），一名妇女受伤，4、5个小时后送院。死者2005年移居至当地，并成为村内最富有的人。受害人均来自乌什县依麻木乡七组村（Imamlirim）4户汉族农民家庭的成员，他们都比较富裕，在村内拥有大量农地。

## 犯罪嫌疑人
犯罪嫌疑人共9人，目前已知的7人分别是：阿卜力克木·阿卜力米提（30岁）、阿卜杜拉·阿卜杜热依木（20岁）、艾麦提卡日·马木提（27岁）、艾则孜·马居克（30岁）、塔伊尔·艾萨（25岁）、玉素甫·坎吉（33岁）、麦尔旦·图尔荪（音 Merdan Tursun，18岁）。姆旦·吐尔逊和阿卜力克木·阿卜力米提被警方生擒，另一名身份不明的疑犯被击毙。